# Parafia św. Agnieszki w Booleroo Centre - Pekina
Parafia św. Agnieszki w Booleroo Centre – parafia rzymskokatolicka, należąca do diecezji Port Pirie, erygowana w 1971 roku.
Parafia na swoim terytorium posiada pięć kościołów: 
- Kościół św. Agnieszki w Booleroo Centre
- Kościół św. Augustyna w Wirrabara
- Kościół św. Katarzyny w Pekina
- Kościół św. Jana Apostoła w Laura
- Kościół św. Józefa w Orroroo